# ГЕС Kozbükü
ГЕС Kozbükü – гідроелектростанція на півночі Туреччини. Знаходячись між ГЕС Darica 1 (вище по течії) та ГЕС Орду (42 МВт), входить до складу каскаду на річці Мелет, яка впадає до Чорного моря на східній околиці міста Орду.
В межах проекту річку перекрили бетонною греблею Kirazlik висотою 32 метри, котра спрямовує ресурс у прокладений через лівобережний масив дериваційний тунель довжиною 13,75 км з діаметром 4,4 метра. Після запобіжного балансувального резервуару висотою 140 метрів з діаметром до 9,5 метра тунель переходить у короткий напірний водовід до розташованого на березі річки машинного залу.
Основне обладнання станції становлять чотири турбіни типу Френсіс потужністю по 20,3 МВт, які повинні забезпечувати виробництво 261 млн кВт-год електроенергії на рік. 
Видача продукції відбувається по ЛЕП, розрахованій на роботу під напругою 154 кВ.
Спорудження тунелів проекту потребувало вибірки 500 тис м3 породи та використання 200 тис м3 бетону.